# Edifício da Sociedade Amantes da Instrução
O Edifício da Sociedade Amantes da Instrução, anteriormente conhecido como Instituto João Alves Affonso (a grafia antiga foi mantida) é um casarão que, em 1886, foi adquirido pela Sociedade Amantes da Instrução e que instalou ali o Instituto. No início servia para abrigo e educação de meninas órfãs, hoje é uma escola para crianças carentes. 
O palacete fica situado no centro de um grande terreno, com um belo e generoso jardim à sua frente, o que lhe oferece magníficos pontos de vista. Pertenceu ao jurista Teixeira de Freitas, depois a José Luís Cardoso de Sales, primeiro barão de Irapuã. De 1871 até o final daquela década, funcionou ali o Colégio Abílio , do Dr. Abílio César Borges, barão de Macaúbas. Foi nesta instituição onde estudou o escritor Raul Pompeia, que se inspirou nesta experiência para compor o romance "O Ateneu", publicado em forma de livro no ano de 1888.
A Sociedade Amantes da Instrução vivia das contribuições de um grupo de cidadãos beneméritos. A forma simples e modular da arquitetura, marcada pelo desenho contínuo dos vãos e da cornija o aproximam do neoclassicismo do final do século 19. 
Com dois pavimentos e um porão habitável, o acesso se faz por um avarandado metálico com colunas e guarda-corpo de serralheria trabalhada. No salão principal, se encontra quadros de pintura dos ex-presidentes da Sociedade e figuras famosas do Império. O imóvel é tombado desde 1972. O instituto se localiza na rua Ipiranga, no bairro Laranjeiras, Rio de Janeiro. Foi fundado em 5 de outubro de 1829.